# Лапшин Микола Васильович
Мико́ла Васи́льович Лапши́н (рос. Николай Васильевич Лапшин; 20 лютого 1923 — ?) — радянський воєначальник, генерал-майор (1968).

## Життєпис
Народився у селі Сергієво, нині В'язниківського району Владимирської області Росії.
У 1941 році закінчив середню школу й направлений на навчання до 1-го Ленінградського артилерійського училища, яке закінчив у 1942 році.
Учасник німецько-радянської війни з липня 1942 року: командир взводу розвідки штабної батареї 326-го артилерійського полку, командир 1-ї батареї 226-го окремого винищувально-протитанкового дивізіону, заступник командира того ж дивізіону 148-ї стрілецької дивізії. Воював на Західному, Брянському, Центральному, 1-му та 4-му Українських фронтах. Член ВКП(б) з 1944 року.
У 1955 році закінчив Військову академію імені Ф. Е. Дзержинського. Командував дивізіоном, був заступником командира 43-ї гвардійської важкої мінометної бригади. З липня 1959 року — заступник командира 42-ї інженерної бригади РВГК.
З 20 березня 1964 по 5 вересня 1966 року — начальник 80-го навчального центру РВСП СРСР (м. Подільськ, Одеська область).
З 5 вересня 1966 по 25 грудня 1970 року — командир 46-ї ракетної дивізії (м. Первомайськ, Миколаївська область).
З грудня 1970 по липень 1982 року — член Військової ради, заступник командувача з бойової підготовки 43-ї ракетної армії (м. Вінниця).

## Нагороди
Нагороджений орденами Червоного Прапора, Трудового Червоного Прапора, двома Вітчизняної війни 1-го (04.06.1945, 11.03.1985) та 2-го (23.08.1944) ступенів, двома Червоної Зірки (15.05.1943, …) і медалями.